# 麝香尨牛儿苗

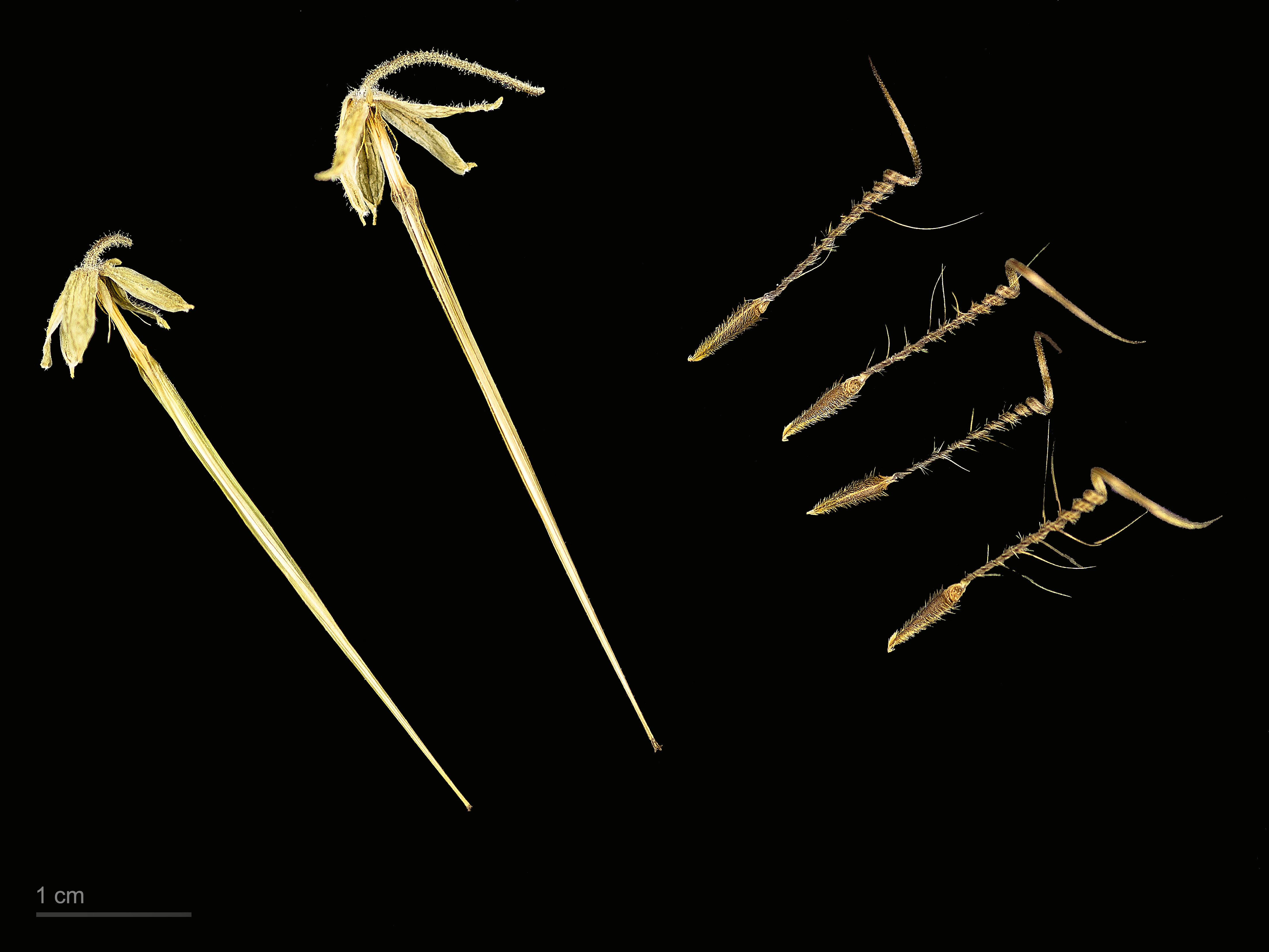
Erodium moschatum

麝香尨牛儿苗（学名：Erodium moschatum）为牻牛儿苗科牻牛儿苗属下的一个种。

## 扩展阅读
- 維基物種上的相關：麝香尨牛儿苗